# Histoire contemporaine du Cameroun
Pour un article plus général, voir Histoire du Cameroun.
Cet article concerne uniquement l'histoire du Cameroun indépendant, donc depuis le 1er janvier 1960.

## 1960-1982: présidence d'Ahmadou Ahidjo

### 1961-1972:République fédérale du Cameroun

Drapeau de la Fédération.

Ahmadou Ahidjo est élu président du Cameroun en 1960, et John Ngu Foncha devient vice-président en 1961.
En 1961, lors de la réunification de l'ancien Cameroun français et d'une partie de l'ancien Cameroun britannique, le pays prend le nom de « République fédérale du Cameroun ». On ajoute deux étoiles sur le drapeau afin de symboliser la fédération. En 1962, le Franc CFA devient la monnaie officielle du pays (dans les deux États). Le multipartisme est interdit, et le parti unique est appelé Union nationale camerounaise (UNC). En 1970, Salomon Tandeng Muna (1912-2002) remplace Augustine Ngom Jua (1924-1977) comme 1er ministre du Cameroun occidental puis est élu vice-président de la république fédérale.
Pendant les premières années du régime, l'ambassadeur français Jean-Pierre Bénard est parfois considéré comme le véritable « président » du Cameroun. L'indépendance est en effet largement théorique puisque des « conseillers » français sont chargés d'assister chaque ministre et disposent de la réalité du pouvoir. Le gouvernement gaulliste préserve son ascendant sur le pays à travers la signature « d'accords de coopération » touchant à tous les secteurs de la souveraineté du Cameroun. Ainsi, dans le domaine monétaire, le Cameroun conserve le franc CFA et confie sa politique monétaire à son ancienne puissance tutrice. Toutes les ressources stratégiques sont exploitées par la France, des troupes françaises sont maintenues dans le pays, et une grande partie des officiers de l'armée camerounaise sont Français, y compris le chef d'état-major.
Lors de son accession à l'indépendance, en 1960, le Cameroun se dote d'une Constitution à vocation pluraliste qui prévoyait le multipartisme. Cette constitution est, à peu de chose près, similaire à la constitution française. La France, « gendarme » des États-Unis, se fait l'apôtre des idées libérales face à la menace communiste. Toutefois, Dès le début des années 1960, les autorités multiplient les dispositions légales leur permettant de s’affranchir de l’État de droit : prolongation arbitraire des gardes à vue, interdiction des réunions et rassemblements, soumission des publications à la censure préalable, restriction de la liberté de circulation à travers l'établissement de laissez-passer ou du couvre-feu, interdiction pour les syndicats de lancer des souscriptions, etc. Toute personne accusée de « compromettre la sécurité publique » se voit privée d'avocat et ne peut faire appel du jugement prononcé. Les condamnations aux travaux forcés à perpétuité ou à la peine capitale — les exécutions peuvent être publiques — se font ainsi nombreuses. Un régime à parti unique est instauré en 1966.

### Guerre civile
L'indépendance est suivie d'une période de violente répression contre le mouvement de l'Union des populations du Cameroun (déjà persécuté sous l'administration française), et son « Armée de libération nationale du Kamerun » (ALNK), par le nouveau gouvernement avec l'assistance de la France, qui dure jusqu'à la fin des années 1960. Ce sont des officiers français qui, au cours des années 1960, dirigent clandestinement les opérations de répression menée par l'armée camerounaise contre les derniers bastions de l'insurrection « upéciste », essentiellement dans l'ouest du pays. Tortures, regroupement et déplacement de force des populations, exécutions extrajudiciaires, guerre psychologique, villages rasés ou bombardés au napalm, les méthodes employées sont peu à peu transmises par les militaires français à leurs homologues camerounais, notamment au sein de l'École militaire interarmes du Cameroun (EMIA), dirigée au cours de cette période par des officiers français formés à la doctrine de la guerre révolutionnaire (DGR).

### 1972: République unie du Cameroun
Le 20 mai 1972, le président Ahmadou Ahidjo organise un référendum pour mettre fin au système fédéral en vigueur jusqu'à cette époque. Le référendum est largement gagné et le 20 mai devient la fête nationale d'un Cameroun qui s'appelle désormais « République Unie du Cameroun ».
À la même époque, le président Ahmadou Ahidjo adopte la nouvelle doctrine économique du Cameroun, le libéralisme planifié, qui mène progressivement le pays dans la voie du surendettement.

### Création du poste de Premier ministre
Le président Ahmadou Ahidjo organise un nouveau référendum pour réviser la constitution en 1975. Ce référendum est gagné par le président. La révision permet la création d'un poste de Premier ministre et Paul Biya, né en 1933, un chrétien de la région du Sud, y est nommé.
En novembre 1982, il démissionne pour « raisons de santé ». Il est remplacé par son ancien Premier ministre, Paul Biya. Ahmadou Ahidjo regrette son choix ultérieurement, et, à la suite d'un coup d'État manqué de la part de ses partisans, il est contraint à l'exil en 1983.

## 1982-: présidence de Paul Biya

### Reprise en main et rupture
Paul Biya, nouveau président du Cameroun, nomme Bello Bouba Maigari (1947-) Premier ministre le 6 novembre 1982. Il le renvoie cependant le 22 août 1983 en annonçant à la radio, la découverte d'une tentative de coup d’État, ourdi par le président Ahidjo. Bello Bouba est remplacé par Luc Ayang (1947-). Ce dernier ne reste en fonction que 5 mois car le président Biya supprime le poste de Premier ministre par un amendement constitutionnel en janvier 1984.

### 1984: République du Cameroun
Le 4 février 1984, le pays prend le nom de République du Cameroun à la faveur d'une révision de la Constitution adoptée par l'Assemblée Nationale. Exilé avec sa famille depuis plusieurs mois, l'ancien président Ahidjo est jugé par contumace pour le coup d'État de 1983 et condamné à mort par un tribunal le 28 février 1984. Cette révolution de palais met ainsi fin à un régime auquel on reprochait la toute-puissance de l'exécutif soutenu par un parti unique encadrant sévèrement la population.

### Libéralisation du régime
Le président Paul Biya tente alors de remédier progressivement aux maux légués par son prédécesseur, en renouvelant totalement les cadres et les structures du parti unique, rebaptisé en 1985 Rassemblement démocratique du peuple camerounais (RDPC). Il réussit même à y rallier quelques opposants "de l'intérieur". L'ouverture se marque également lors des élections municipales d'octobre 1987, pluralistes dans le cadre du parti unique. Quelques mois plus tard, Biya est réélu président, tandis que la quasi-totalité des députés sont battus par des nouveaux venus lors des législatives.
Seul candidat, Paul Biya est élu président en 1984 et 1988. Il adopte un plan d’ajustement structurel qui lui est présenté par le Fonds monétaire international (FMI) et la Banque mondiale : privatisation, ouverture à la concurrence, réduction des dépenses sociales, etc. Les salaires des fonctionnaires sont réduits de 60 %, le secteur informel augmente très significativement, mais les classes dirigeantes ne sont pas affectées par ce programme. 
Au début des années 1990, à la suite d'opérations de désobéissance civile, baptisées « Villes mortes », et d'émeutes, il accélère la mise en œuvre du multipartisme. 
Il supprime la législation « contre-subversive » instaurée par son prédécesseur, restaurant ainsi la liberté d’association, et permet à une presse indépendante de commencer à paraître. 
Cette démocratisation a ses limites : le gouvernement continue d'avoir recours aux fraudes électorales et instrumentalise les appareils judiciaire et policier contre l'opposition. 
Un état d'urgence de fait est instauré avec la création en mai 1991, de « commandements militaires opérationnels » pour pacifier le pays. 
Le président Paul Biya ayant annoncé les élections législatives pour le 16 février 1992, le Premier ministre Sadou Hayatou ouvre le 30 octobre 1991, la conférence tripartite gouvernement-opposition-société civile destinée à définir le cadre électoral et l'accès aux médias publics. L'opposition se divise entre les partisans du préalable d'une conférence nationale et ceux qui sont favorables à une participation immédiate à la compétition électorale.
Le régime de Paul Biya est proche du gouvernement français, qui lui livre des armes et forme ses forces de répression. 
La France est le premier investisseur étranger, devant les États-Unis. 
Cent cinq filiales françaises sont implantées dans tous les secteurs-clés (pétrole, bois, bâtiment, téléphonie mobile, transport, banque, assurance, etc.). 
En février 2008, des émeutes éclatent, réclamant la baisse des prix et le départ de Paul Biya. Les manifestants sont sévèrement réprimés : une centaine de morts, des milliers d’arrestations.
En 1992, des élections présidentielles multipartites ont lieu. 
Paul Biya est réélu président (39,9 %) devant John Fru Ndi (35,9 %), candidat du Social Democratic Front (SDF). 
Les résultats sont très contestés. 
À la suite de manifestations et d'incidents à Bamenda, l'état d'urgence y est décrété. Le 21 janvier 1996 ont lieu les premières élections municipales pluralistes, le RDPC emporte 65 % des communes mais de grandes villes dont Douala passent au SDF. Le 10 février 1996, les Sawa de Douala protestent contre la désignation de maires non-sawa dans les mairies d'arrondissement remportées par SDF.	
Le 27 février 1996, un décret présidentiel érige une dizaine des plus grandes villes en "communes à régime spécial", dont la plupart ont été gagnées par l'opposition, afin de confisquer le pouvoir aux mairies. 
L'opposition dénonce vivement cette mesure et lance en mai 1996, les opérations « ville morte » relativement peu suivies.

### Élections
- Politique au Cameroun
- Élections au Cameroun depuis 2000
- Élections municipales camerounaises de 2013
- Élection présidentielle camerounaise de 2018
- Élections législatives camerounaises de 2020
- Premier ministre du Cameroun, Liste des Premiers ministres du Cameroun
- Président de la république du Cameroun, Liste des présidents du Cameroun
- Élections législatives camerounaises de 2020 et Élections municipales camerounaises de 2020

### Crise socio-politique et conflit armé dans les régions anglophones (depuis 2016)
En novembre 2016, des enseignants déplorent la nomination de francophones dans les régions anglophones du Nord-Ouest et du Sud-Ouest, et des juristes rejettent la suprématie du droit romain sur la common law anglo-saxonne. La majorité des leaders de la contestation appellent à un retour au fédéralisme, tandis qu'une minorité réclame l'indépendance et la proclamation d'un nouvel État, « l'Ambazonie ». Le pouvoir éxecutif, dirigé par Paul Biya et son Premier ministre anglophone, Philémon Yang refusent d'accepter ces deux exigences. Dès décembre 2016, les manifestations en zone anglophone, réprimées par les forces de l'ordre, font les premiers morts parmi les civils. D'autres suivront lors de manifestations, durement réprimées par les forces de l'ordre.
Le 17 janvier 2017, plusieurs leaders anglophones à l'origine des manifestations sont arrêtés et inculpés d'« actes de terrorisme ». Paul Biya abandonne les poursuites en août. Entre janvier et mars, Internet est coupé dans les régions anglophones. Le 1er octobre, au moins 17 personnes sont tuées lors d'une proclamation symbolique d'indépendance par les séparatistes. Fin 2017, une frange séparatiste radicale de la minorité anglophone, prend les armes. Dispersée en plusieurs groupes, elle attaque les forces de sécurité et les symboles de l'État, comme les écoles, qu'ils incendient. Ils enlèvent également des policiers, des fonctionnaires et des hommes d'affaires, parfois étrangers. En 2018, les combats entre soldats et séparatistes deviennent quasi-quotidiens, faisant 170 morts parmi les forces de sécurité et « au moins 400 civils » selon le centre d'analyse International Crisis Group (ICG). Environ 200 000 personnes ont été contraintes à fuir de chez elles. En janvier 2018, le Nigeria compte entre 7 000 et 30 000 réfugiés liés au conflit et à la répression à la suite de cette déclaration d'indépendance.
Le 5 janvier 2018, des membres du gouvernement intérimaire de l'Ambazonie, dont le président Sisiku Julius Ayuk Tabe, sont arrêtés au Nigeria et déportés au Cameroun. Ils ont ensuite passé dix mois dans un quartier général de gendarmerie avant d’être transférés dans une prison à sécurité maximale de Yaoundé. Un procès débute en décembre 2018. 
Le 4 février 2018, il est annoncé que Samuel Ikome Sako deviendrait le président par intérim de la République fédérale d'Ambazonie, succédant temporairement à Tabe. Sa présidence a vu l'escalade du conflit et son extension dans toutes les régions anglophones. Le 31 décembre 2018, Ikome Sako déclare que 2019 verrait le passage d'une guerre défensive à une guerre offensive et que les séparatistes s'efforceraient d'obtenir une indépendance de facto sur le terrain.
Le 20 août 2019 au matin, le tribunal militaire de Yaoundé condamne Sisiku Julius Ayuk Tabe et neuf autres de ses partisans à la réclusion criminelle à vie.
Les élections législatives et municipales du 9 février 2020 entraînent un regain de violence dans les régions anglophones du Cameroun, autour de la tentative d'indépendance de l'Ambazonie. 
Les groupes séparatistes promettent des représailles à ceux qui iraient voter, en réaction le gouvernement central du Cameroun augmente ses effectifs militaires dans la zone. 
Dans les deux semaines précédant les élections, selon Human Rights Watch, les rebelles séparatistes enlèvent plus d'une centaine de personnes dans les deux régions anglophones, tandis que les forces de sécurité commettent de nombreux abus de pouvoir. 
Le jour du scrutin, les rebelles séparatistes empêchent l'accès aux urnes. Si le taux de participation aux élections a été faible dans tout le Cameroun, y compris en zone francophone, le taux de participation dans les régions du Sud-Ouest et du Nord-Ouest a été probablement encore plus faible, à cause des menaces, des violences et des blocages des urnes, bien que le gouvernement central camerounais n'ait pas communiqué officiellement le taux de participation, ni les résultats de ces régions.
Les violences se poursuivent après les élections. 
Ainsi, le 16 février 2020, 22 civils dont 14 enfants et 1 femme enceinte sont massacrés à Ntumbaw, un village du Nord-Ouest. l'opposition camerounaise (notamment le Mouvement pour la renaissance du Cameroun) et les ONG locales accusent l'Armée et le gouvernement majoritairement francophone d'avoir perpétré le massacre, dans un contexte de répression de la tentative de sécession de l'Ambazonie.
Le 21 avril 2020, le régime camerounais admet sa responsabilité, expliquant que l'Armée et un groupe d'autodéfense allié ont attaqué des indépendantistes, tuant cinq d'entre-eux, puis se sont rendu compte que leur assaut avait également tué accidentellement les femmes et les enfants, et avaient alors décidé de déclencher l'incendie pour tenter de masquer leurs faits.
Le 20 août 2020, le procès en appel du leader séparatiste anglophone Sisiku Julius Ayuk Tabe et de ses neuf co-accusés est une nouvelle fois reporté, une partie des magistrats affectés à ce dossier ayant été récemment mutés. La cause est renvoyée au 17 septembre 2020.

### Hors élections
- Liste des guerres impliquant le Cameroun (en)
- Néocolonialisme, Françafrique, Russafrique, Chinafrique, Relations sino-africaines
- Politique au Cameroun
- Élections au Cameroun depuis 2000
- Premier ministre du Cameroun, Liste des Premiers ministres du Cameroun
- Président de la république du Cameroun, Liste des présidents du Cameroun
- Chronologie de Douala
- Émeutes de 2008 au Cameroun
- Insurrection de Boko Haram (2009-), islam radical en Afrique noire, islamisation, terrorisme islamiste, guerre contre le terrorisme
- Cameroun Génération 2011
- États de l'Ambazonie, République fédérale d'Ambazonie (2017-), gouvernement intérimaire de l'Ambazonie
- Problème anglophone au Cameroun, Crise anglophone au Cameroun (2017-)
- Violences au Cameroun, Discriminations au Cameroun, Massacres au Cameroun
- Guerres impliquant le Cameroun, Histoire militaire du Cameroun